# 立体配置
立体配置（りったいはいち、英: configuration）とは、化合物の分子に固有な原子の空間的な配置のことである。単結合まわりの回転などで生じる空間的な配置の違いのように、通常の条件で相互変換可能な空間的な配置、すなわち通常の条件では異性体として単離されない配置は立体配座と呼ばれ、立体配置とは分けて考える。
原子の結合の順番が同じでありながら立体配置が異なる2つの化合物は立体異性体と呼ばれる。立体配置を表記する方法としてはE/Z表示法、R/S表示法、D/L表示法などがある。

## 二重結合に関する立体配置
二重結合においては結合回りの回転が通常の条件では不可能なため、二重結合の一方の原子に結合した置換基Xともう一方の原子に結合した置換基Yがその二重結合について同じ側にあるか、異なる側にあるかで立体異性体となる。このような異性体は幾何異性体と呼ばれる(ただし幾何異性の呼称はIUPAC Gold Bookでは非推奨であり、cis-trans異性と呼ぶことが推奨されている)。

## 原子に関する立体配置
sp3炭素原子に結合している4つの異なる原子団X、Y、Z、Wはちょうど炭素原子を中心とした四面体の各頂点を占めるような配置をとっている。ある一つの配置に対して、XとYを固定しZとWを入れ替えたように配置したとき、これらの配置は通常の条件では相互変換不可能である。この2つの配置をした化合物はお互いの鏡像にあたることから鏡像異性体（エナンチオマー、光学異性体:ただし光学異性体の語はIUPAC Gold Bookでは非推奨）という。このとき、この炭素原子を不斉炭素原子と呼ぶ。

## 複数の原子に関する立体配置
4つの異なる原子団が結合した炭素原子が2つ以上存在する場合、それぞれの炭素原子について上記の2つの立体異性体が考えられる。その結果、そのような炭素原子の数をn個とすれば一般的には2nの立体異性体（2n-1対の鏡像異性体）がある。このような立体異性体の中で自身の鏡像異性体以外の異性体はジアステレオマーという。
それぞれの光学異性体を区別せず、ジアステレオマー間の違いを立体配置として示す場合、これを相対配置あるいは相対立体配置という。このような場合、化合物中の一つの立体配置を仮定して、他の立体配置を表示する。例えば(1R*,2R*,3S*)のように1位がR配置である場合には2位はR配置、3位はS配置というように記述する。この記述は(1R,2R,3S)-体とその鏡像異性体の(1S,2S,3R)-体を合わせたものである。他に環式化合物では1-r,2-c,3-t(1位の置換基を基準として、2位の置換基はcis、3位の置換基はtrans)のような表記法もある。キラル中心との結合が開裂しない反応を用いれば、相対配置が同じである事が証明できる。
各光学異性体も区別して立体配置を示す場合、これを絶対配置あるいは絶対立体配置という（絶対配置と相対配置には歴史的な用語として別の意味がある。これについては下の節を参照のこと）。なお、化合物によっては特定の立体配置では分子内に対称面が生じて自分自身と鏡像異性体が一致してしまうことがある。このような立体異性体はメソ化合物と呼ばれる。

## 単結合に関する立体配置
化合物によってはある単結合回りの回転が立体障害などの理由により不可能である場合がある。この場合、単結合回りの回転による立体異性体が分離可能となる。このような立体異性体をアトロプ異性体という。

## 絶対配置と相対配置
これらの語にはすでに述べたのとは別の意味が歴史的に存在する。エミール・フィッシャーは立体配置を論じるにあたって、グリセルアルデヒドの不斉炭素がどのような立体配置をとっているかを仮定した（原子の空間的な配置を決定するような手段は当時存在しなかったので仮定するしかなかったのである）。この仮定によって、グリセルアルデヒドを出発物質として化学変換を行っていけば、他の化合物の立体配置がどのようになっているかを論じることができた。これによって立体配置が決定された化合物の鏡像異性体は立体配置がグリセルアルデヒドのD体とL体のどちらに対応するかに応じてDL表記法によって区別がなされた。これらの立体配置はフィッシャーの仮定に依存しており、それと相対的に決定されたという意味で相対配置と呼ばれた。後にX線回折の異常分散の測定からフィッシャーの仮定に依存せず直接的に立体配置を決定する方法が開発された。この方法で決定された立体配置を（他の化合物の立体配置に依存していないので）絶対配置と呼んだ。フィッシャーの仮定（とそれから導かれた相対配置）が実際の原子の空間的な配置と一致していたことが確認されたので、ここで挙げた意味の相対配置と絶対配置は特に区別して扱う必要はないことが分かった。もしフィッシャーの仮定が誤りであったら、それまでに報告されていた相対配置はすべてその鏡像の配置に読み替えなくてはならなかった。この用法からの派生として、ある化合物の不斉点上の置換基の1つを立体保持で変換して別の化合物にできるとき、変換前後の化合物でこの不斉点の相対配置は等しいといわれる。